# رونالد إل. فيليبس
رونالد إل. فيليبس (بالإنجليزية: Ronald L. Phillips)‏ هو أحيائي أمريكي، ولد في 1940.